# بحرة (عبس)

تعديل مصدري - تعديل

بحرة هي إحدى قرى عزلة الوسط بمديرية عبس التابعة لمحافظة حجة، بلغ تعداد سكانها 661 نسمة حسب تعداد اليمن لعام 2004.